# Bombycodes
Bombycodes là một chi bướm đêm thuộc họ Geometridae.

## Các loài
- Bombycodes aspilaria Guenée, 1857
- Bombycodes fumosa (Warren, 1894)